# Алея на рока
Алеята на рока се намира в морския град Каварна, в градския ѝ парк.
Паметникът на американския певец и композитор Рони Джеймс Дио се намира издигнат в Алея на рока и е единственият в света паметник на Дио, и е изграден със средства от дарителска кампания. Автори на мемориала са Александър Петров и скулпторът Красимир Кръстев-Ломски. В тържествена обстановка монументът е открит на 23 октомври 2010 г. Размерите му са: височина 2 m+, тегло 250 kg, и е излят от бронз.
Преди да си отиде от този свят през май 2010, рок и метъл музикантът дълги години радва публиката на сцената на „Каварна рок фест“ и на новогодишни тържества в градчето.
| „ | Рони ми липсва страшно много! Той е най-великият глас в рока и метъла. Неговата музика и магия никога няма да умрат. Концертите му в Каварна бяха едни от най-големите благодарение на вас – неговите фенове. Саймън Райт | “ |

На церемонията говорят работилият с Дио барабанист Саймън Райт, мениджърът на певеца Стив Минарди и кметът на Каварна Цонко Цонев. Любители на рок музиката от страната и фенове от клуба на Рони Джеймс Дио в Гърция полагат цветя и си правят снимки пред паметника.
Паметникът на българският певец и композитор Георги Минчев е открит в Каварна, в присъствието на негови приятели – певци, почитатели на рок музиката и гости на фестивала Каварна рок фест '2013. Един час преди тържественото откриване пред бронзовата фигура на Гошо, както го наричат приятелите и почитателите му в Алеята на рока, в градския парк на Каварна изнасят импровизиран концерт музикантите Васко Кръпката, Звезделин Керемидчиев – Звезди и групата му „Аналгин“, Фънки и състава „Черно фередже“, Александър Филчев – Санеца. Скулптор отново е Красимир Ломски, а средствата са набирани чрез дарения.
На импровизираното тържество в словото си Цонко Цонев отбелязва:
| „ | Искам да си пожелаем да продължим това дело, което Георги Минчев започна. В нашата държава трябва да има памет за хубавите неща и трябва да помним това, което са ни дали хората, които вече ги няма. | “ |